# Fjädervikt i boxning vid olympiska sommarspelen 1976
Resultat från boxning vid olympiska sommarspelen 1976 och herrarnas fjädervikt. Boxarna vägde under 57 kg. Tävlingarna arrangerades i Montréal.

## Medaljörer
| Klass      | Guld                 | Silver                           | Brons                                           |
| Fjädervikt | Ángel Herrera · Kuba | Richard Nowakowski · Östtyskland | Leszek Kosedowski · Polen Juan Paredes · Mexiko |

## Resultat

### Första rundan
| Vinnare               | Resultat      | Förlorare               |
| Första rundan         | Första rundan | Första rundan           |
| --------------------- | ------------- | ----------------------- |
| Rai Sik (IND)         | WO            | Andeh Davidson (NGR)    |
| Angel Pacheco (VEN)   | 5-0           | Sandalio Calderón (COL) |
| Carlos Calderon (PUR) | WO            | Boukary Assakande (BUR) |

### Andra rundan
| Vinnare                    | Resultat     | Förlorare                    |
| Andra rundan               | Andra rundan | Andra rundan                 |
| -------------------------- | ------------ | ---------------------------- |
| René Weller (FRG)          | 3-2          | Serge Thomas (FRA)           |
| Gheorghe Ciochină (ROM)    | WO           | Jackson Ouma (KEN)           |
| Richard Nowakowski (GDR)   | 5-0          | Ruben Mares (PHI)            |
| Behzad Ghaedi Bardeh (IRN) | WO           | John Sichula (ZAM)           |
| Camille Huard (CAN)        | WO           | Bachir Koual (ALG)           |
| Leszek Kosedowski (POL)    | WO           | Cornelius Boza Edwards (UGA) |
| Bratislav Ristić (YUG)     | WO           | Mohamed Younes Naguib (EGY)  |
| Gustavo de la Cruz (DOM)   | 5-0          | Rumen Peshev (BUL)           |
| Juan Paredes (MEX)         | 5-0          | Raimundo Alves (BRA)         |
| Yukio Odagiri (JPN)        | KO-2         | Ravsalyn Otgonbayar (MGL)    |
| Clarence Robinson (JAM)    | WO           | Jonathan Magagula (USA)      |
| Choon Gil-Choi (KOR)       | KO-1         | Piniit Boonjuang (THA)       |
| David Armstrong (USA)      | 5-0          | Anatoliy Volkov (URS)        |
| Tibor Badari (HUN)         | WO           | Gizaw Asefa (ETH)            |
| Ángel Herrera (CUB)        | KO-1         | Rai Sik (IND)                |
| Angel Pacheco (VEN)        | 5-0          | Carlos Calderón (PUR)        |

### Tredje rundan
| Vinnare                  | Resultat      | Förlorare                  |
| Tredje rundan            | Tredje rundan | Tredje rundan              |
| ------------------------ | ------------- | -------------------------- |
| Gheorghe Ciochină (ROM)  | 4-1           | René Weller (FRG)          |
| Richard Nowakowski (GDR) | RSC-3         | Behzad Ghaedi Bardeh (IRN) |
| Leszek Kosedowski (POL)  | 5-0           | Camille Huard (CAN)        |
| Bratislav Ristić (YUG)   | 4-1           | Gustavo de la Cruz (DOM)   |
| Juan Paredes (MEX)       | 3-2           | Yukio Odagiri (JPN)        |
| Choon Gil-Choi (KOR)     | DSQ-3         | Clarence Robinson (JAM)    |
| David Armstrong (USA)    | 5-0           | Tibor Badari (HUN)         |
| Ángel Herrera (CUB)      | 5-0           | Angel Pacheco (VEN)        |

### Kvartsfinaler
| Vinnare                  | Resultat      | Förlorare               |
| Kvartsfinaler            | Kvartsfinaler | Kvartsfinaler           |
| ------------------------ | ------------- | ----------------------- |
| Richard Nowakowski (GDR) | RSC-3         | Gheorghe Ciochină (ROM) |
| Leszek Kosedowski (POL)  | 5-0           | Bratislav Ristić (YUG)  |
| Juan Paredes (MEX)       | 4-1           | Choon Gil-Choi (KOR)    |
| Ángel Herrera (CUB)      | 3-2           | David Armstrong (USA)   |

### Semifinaler
| Vinnare                  | Resultat    | Förlorare               |
| Semifinaler              | Semifinaler | Semifinaler             |
| ------------------------ | ----------- | ----------------------- |
| Richard Nowakowski (GDR) | 5-0         | Leszek Kosedowski (POL) |
| Ángel Herrera (CUB)      | 5-0         | Juan Paredes (MEX)      |

### Final
| Vinnare             | Resultat | Förlorare                |
| Final               | Final    | Final                    |
| ------------------- | -------- | ------------------------ |
| Ángel Herrera (CUB) | KO-2     | Richard Nowakowski (GDR) |